# Lăng mộ Tần Thủy Hoàng
Tần Thủy hoàng đế lăng (tiếng Trung: 秦始皇帝陵; Hán-Việt: Tần Thủy Hoàng Đế lăng; bính âm: Qínshǐhuáng dìlíng) nằm ở phía bắc núi Ly Sơn (骊山) thuộc huyện Lâm Đồng, thành phố Tây An, tỉnh Thiểm Tây, Trung Quốc. Đây là lăng mộ được xây dựng trong hơn 38 năm, từ 246-208 TCN và nằm dưới một gò mộ cao 76 mét có hình dạng gần giống một kim tự tháp. Bố cục của nó mô phỏng theo kinh đô nhà Dương là Hàm Dương được chia thành các khu nội thành và ngoại thành. Chu vi của khu vực nội thành là 2,5 km (1,55 dặm) và ngoại là 6,3 km (3,9 dặm). Mộ chính nằm ở phía Tây Nam của nội thành và hướng về phía đông. Buồng lăng mộ chính chứa quan tài và các hiện vật chôn cất là tâm điểm của quần thể kiến trúc lăng mộ.
Ngôi mộ chưa được khai quật hoàn toàn. Các cuộc thám hiểm khảo cổ hiện đang tập trung vào các địa điểm khác của nghĩa địa rộng lớn bao quanh lăng mộ, bao gồm cả Đội quân đất nung ở phía đông của gò mộ. Đội quân đất nung tượng trưng như là những người bảo vệ cho lăng mộ và vẫn chưa được khai quật hoàn toàn.

## Cấu trúc

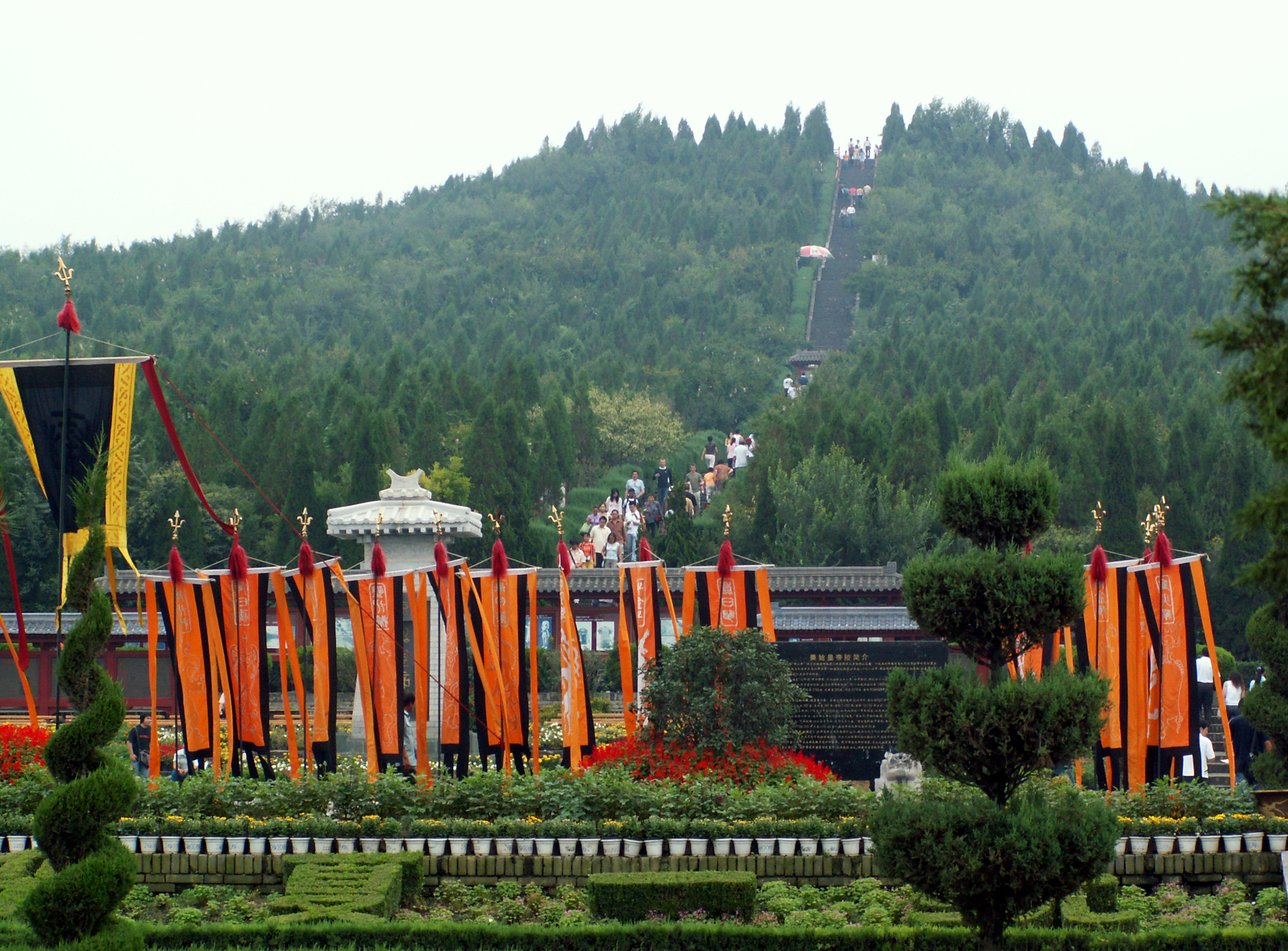
Toàn cảnh khu lăng mộ Tần Thủy Hoàng nhìn từ xa

Bên trên mộ bao bọc bởi một lớp đất đắp nổi cao 76 m, từ Nam đến Bắc dài 350 m, từ Tây sang Đông rộng 354 m. Trên mặt đất xung quanh lăng còn có hai lớp tường thành, diện tích thành bên ngoài là 2 km² có cửa. Giữa hai lớp thành có các giác lâu, cung tẩm, chùa chiền, nhà ở,... Bên dưới mặt đất là địa cung hình chữ nhật, dài 460 m từ Nam sang Bắc, rộng 392 m từ Tây sang Đông, bốn phía có tường bao bọc. Tường bao cao 27 m, dày 4 m, bốn phía đều có cửa. Tổng diện tích địa cung là 18 vạn m².
Từ trên xuống dưới có ba tầng: trên cùng là ngoại cung, tiếp theo là nội cung và sau cùng là tẩm cung. Diện tích tẩm cung khoảng 2 vạn m². Trong tẩm cung phát hiện nồng độ thủy ngân cao hơn mức bình thường 280 lần. Ngoài địa cung, gần khu vực có lớp đất bao bọc bên trên phát hiện thấy 300 đường hầm bồi táng (chôn kèm theo xác) với trên 5 vạn cổ vật quan trọng. Bộ Sử ký của sử gia thời Tây Hán - Tư Mã Thiên,thuật lại việc xây lăng mộ Tần Thủy Hoàng như sau: "Khi Thủy Hoàng mới lên ngôi đã sai đào núi Ly Sơn. Đến khi thôn tính được thiên hạ thì dời 70 vạn người trong thiên hạ đến xây lăng mộ, đào ba con suối, ở dưới đổ đồng nung và đưa quách vào. Đem những đồ quý báu của các cung điện, của trăm quan xuống cất đầy ở dưới. Lại sai thợ làm máy bắn tên hễ có ai đào đến gần thì bắn ra. Sai lấy thủy ngân làm một trăm con sông, như Trường Giang, Hoàng Hà và biển lớn. Các máy móc làm cho nước sông và biển chảy vào nhau. Ở trên có đủ thiên văn, ở dưới có đủ địa lý, lấy dầu cá nhân ngư để thắp đuốc, trù tính thế nào để cháy mãi mãi."
Sau khi chôn cất xong, có người nói: "Những người thợ làm máy và cất giấu đều biết chỗ cất giấu, thế nào họ cũng tiết lộ việc lớn". Cho nên sau khi cất giấu xong, Tần Nhị Thế (con trai Tần Thủy Hoàng) sai đóng đường hầm đi đến huyệt và cửa ngoài hầm. Những người thợ và người cất giấu không làm sao thoát ra được. Rồi sai trồng cây, trồng cỏ lên trên ngụy trang thành cái núi.
Năm 1987, lăng mộ Tần Thủy Hoàng, bao gồm cả các chiến binh đất nung, được liệt kê như là Di sản thế giới.

## Ý kiến về việc khai quật

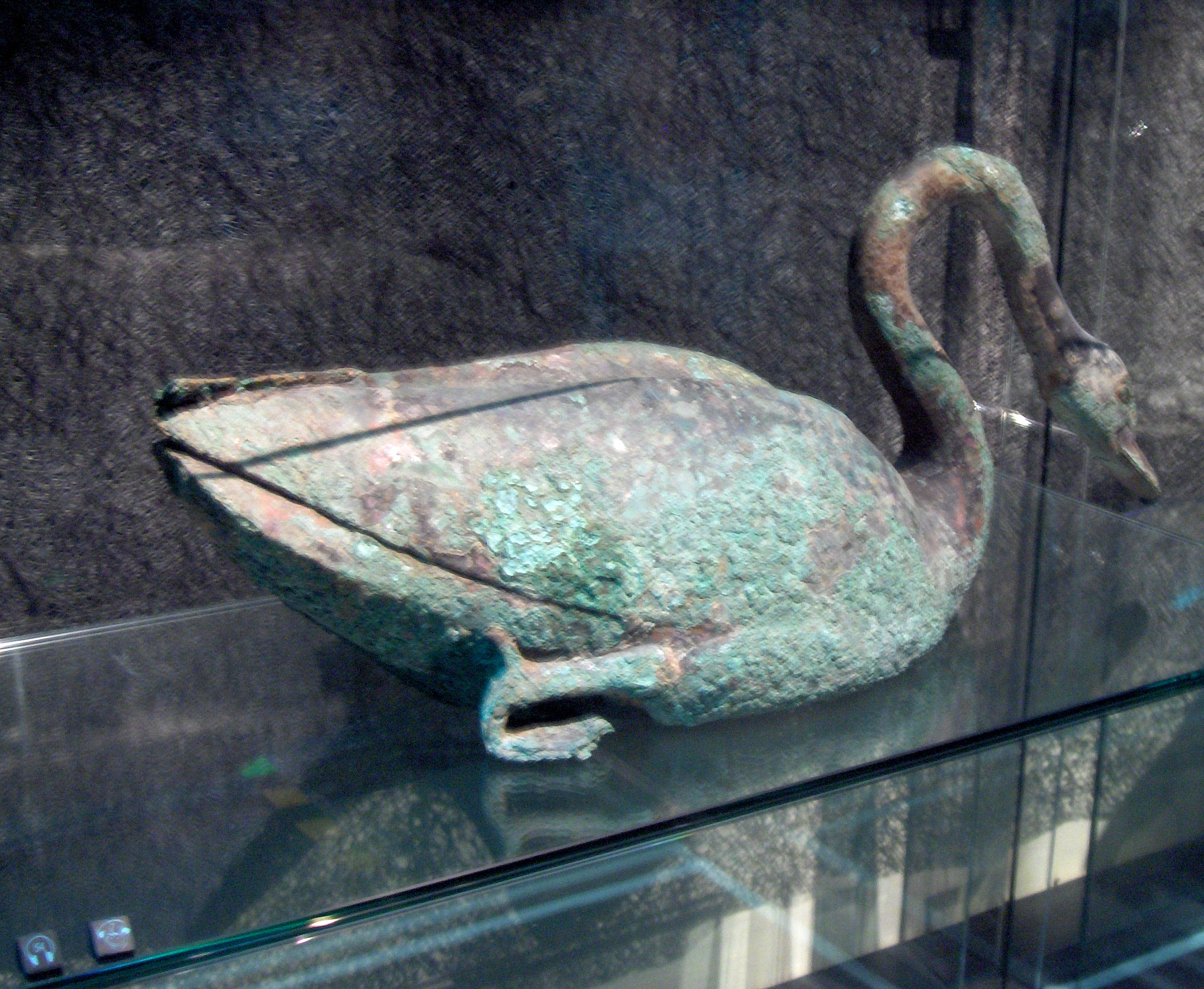
Một con thiên nga bằng đồng được khai quật dưới mộ

Bắt đầu từ năm 1976, nhiều học giả đã đề xuất việc khám phá những cung điện ngầm, bắt nguồn từ những lý do chính sau đây:
- Các Lăng mộ Tần Thủy Hoàng là trong một khu vực địa chấn, vì vậy di tích văn hóa dưới lòng đất này cần phải được khai quật để bảo vệ.
- Phát triển làm nơi để du lịch
- Để ngăn chặn vụ cướp mộ nghiêm trọng. [7]

Tuy nhiên, cản trở các cuộc khai quật này là họ rằng công nghệ hiện nay của Trung Quốc là không thể đủ để đối phó với quy mô lớn của cung điện ngầm này. Ví dụ, trong trường hợp của việc khai quật các chiến binh đất nung, các nhà khảo cổ học đã bước đầu không thể bảo quản áo sơn trên bề mặt chiến binh đất nung, dẫn đến sự sụp đổ nhanh chóng của màu sắc sơn của chúng khi tiếp xúc với không khí. Các Cơ quan quản lý nhà nước về di sản văn hóa (SACH) chỉ ra rằng nghiên cứu và đánh giá nên được tiến hành đầu tiên để phát triển một kế hoạch bảo vệ cho cung điện ngầm, và bác bỏ đề xuất của các nhà khảo cổ khai quật ngôi mộ khác gần đó được cho là thuộc về cháu trai của Tần Thủy hoàng do lo ngại về thiệt hại có thể xảy ra. 

## Công việc khai quật
Năm 1974, một phần hầm mộ được khai quật. Đầu tiên là đường hầm Binh mã dũng số 1. Các nhà khảo cổ ước lượng có đến 8000 tượng lính 150 tượng ngựa kỵ binh và 130 tượng chiến xa tứ mã tất cả đều làm bằng đất sét gồm có quan văn, quan võ, binh lính và ngựa những người thân cận và trung thành với Tần Thủy Hoàng.Năm 1994 tiếp tục khai quật đường hầm số 2. Đây được coi là "tinh hoa trong tinh hoa" của Binh mã dũng, chứa đựng trận thế kị binh và các cung thủ với các tư thế bắn tạo hình phong phú, tính nghệ thuật cao.

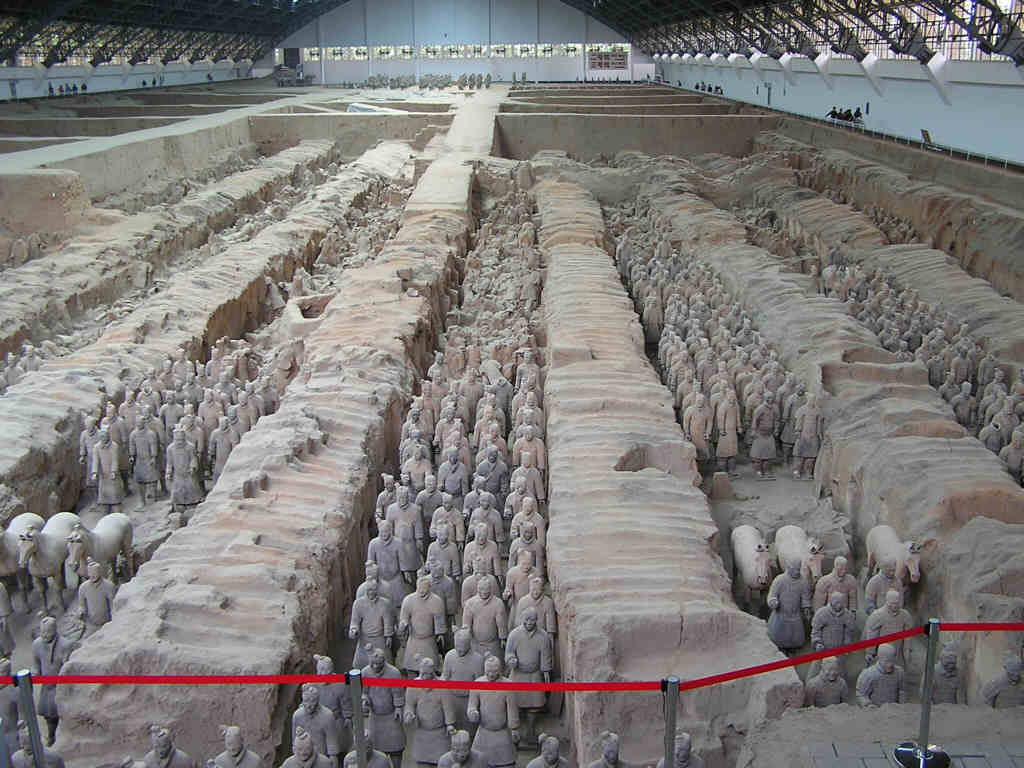
Một phần của bộ sưu tập tượng đất sét nung trong mộ

Tuy nhiên việc khai quật lăng mộ gặp rất nhiều khó khăn: vượt qua lớp thủy ngân bao bọc (nồng độ gấp 280 lần so với mức bình thường), phải di chuyển một khối lượng đất khổng lồ, mực nước ngầm dưới lòng đất khá cao. Quan trọng nhất là việc bảo quản các văn vật được đào lên. Các tượng binh mã khi vừa đào lên thì có màu sắc riêng biệt, sau thời gian đều bị phai nhạt hết. Vì vậy bảo quản bằng phương pháp "đông khô" để tránh nứt, vỡ, phai màu. Hiện vật đào lên được đưa ngay vào hầm lạnh -40 độ C để tạo lớp băng mỏng bao bọc, sau đó bảo quản lâu dài trong kho chứa. Trước khi khai quật không quên dựng một nhà bảo quản khổng lồ bao toàn bộ khu lăng mộ. Vì vậy muốn khai quật toàn bộ khu lăng mộ thì phải tốn hàng trăm triệu đôla Mỹ. Cuộc khai quật được tiến hành trong nhiều năm. Những hiện vật phát hiện được là những tư liệu quý về lịch sử Trung Quốc thời Tần Thủy Hoàng.

Lăng mộ Tần Thủy Hoàng
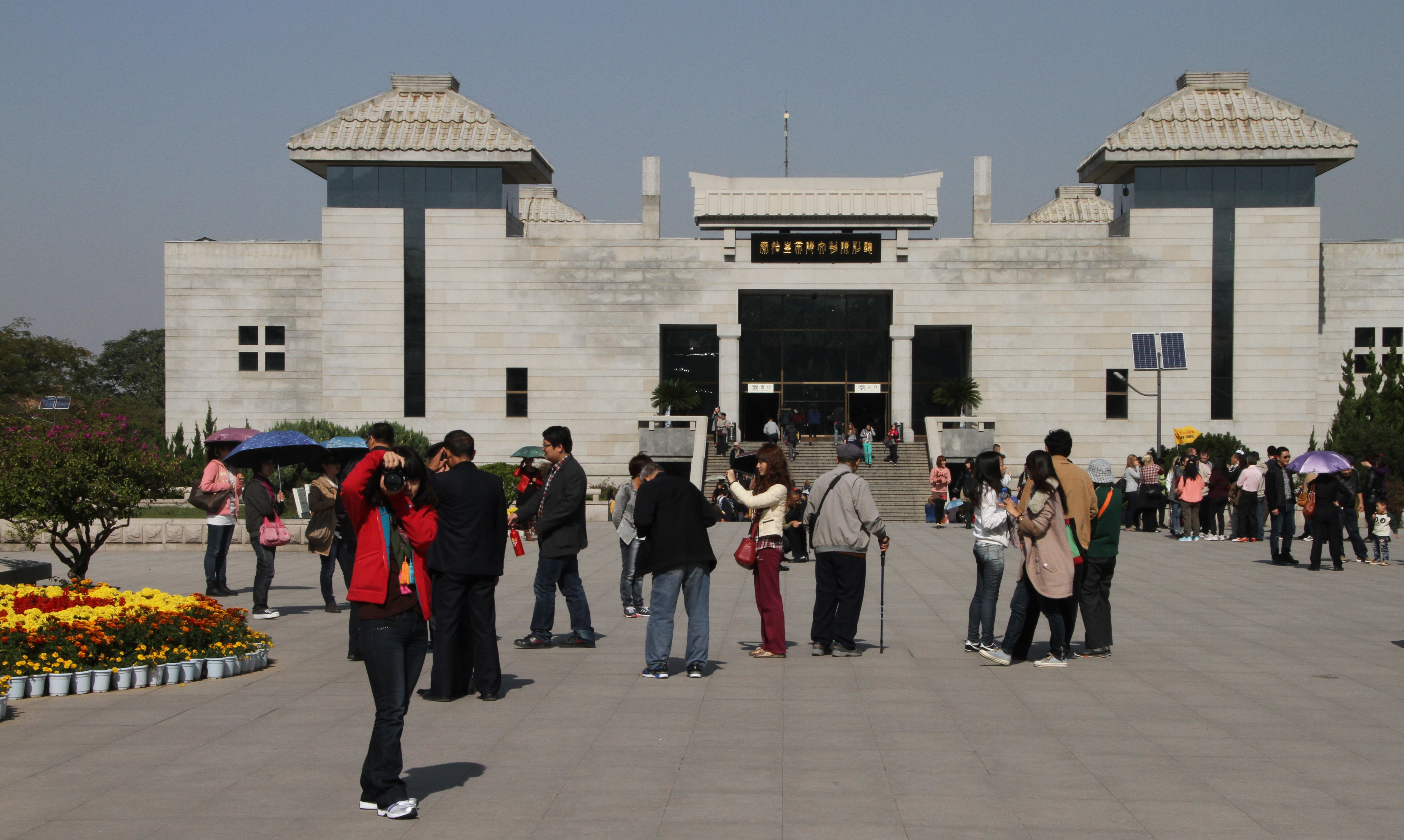
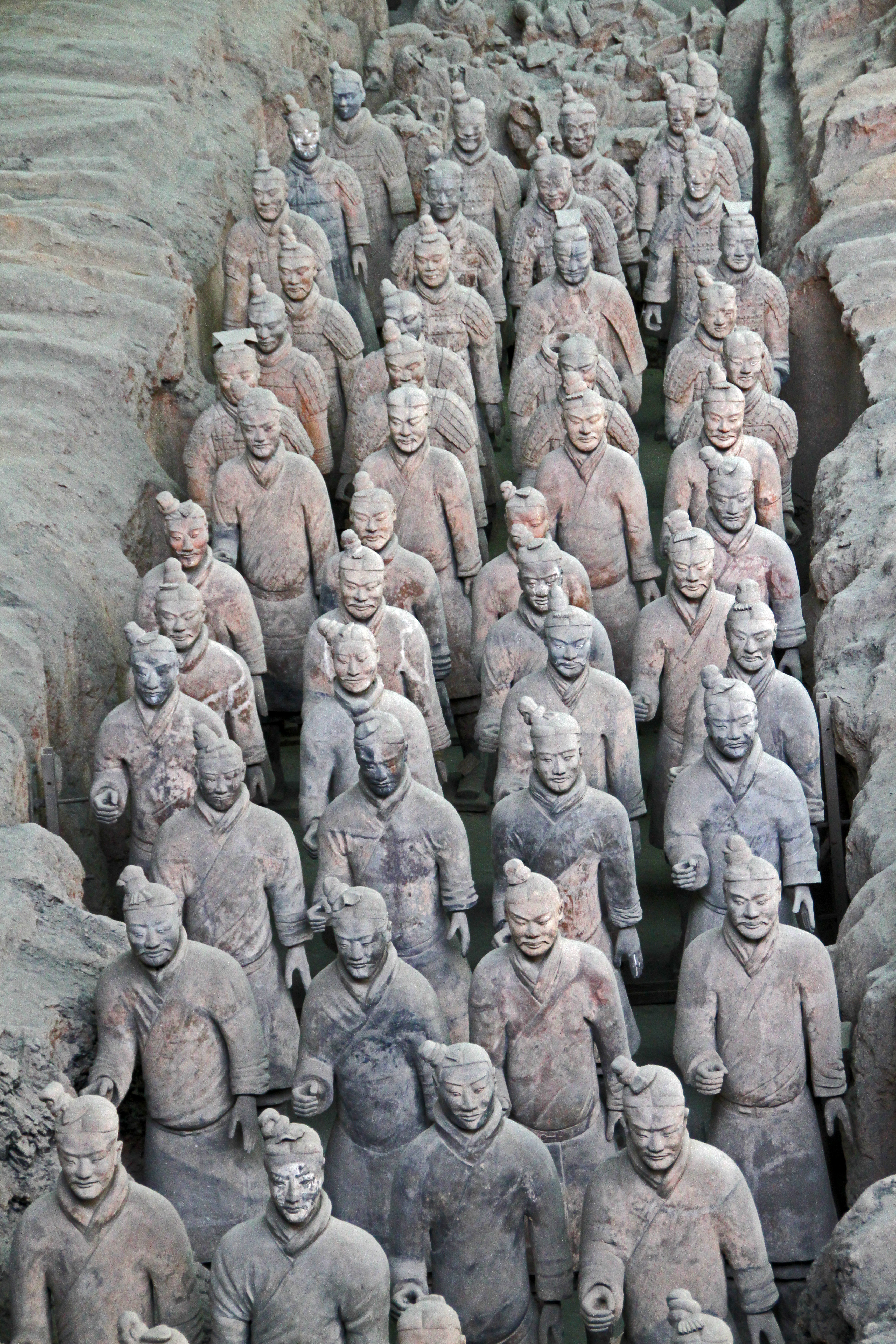
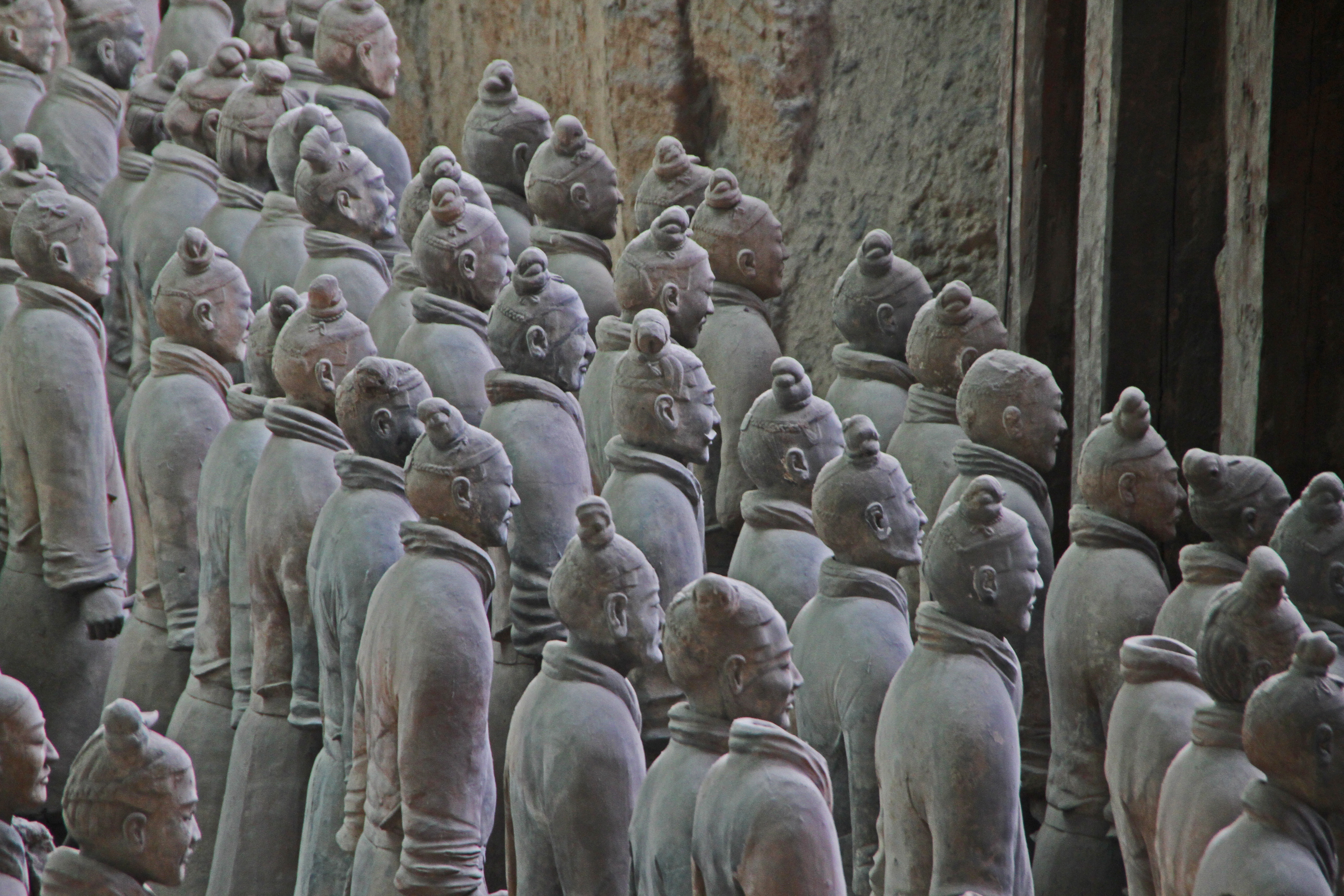
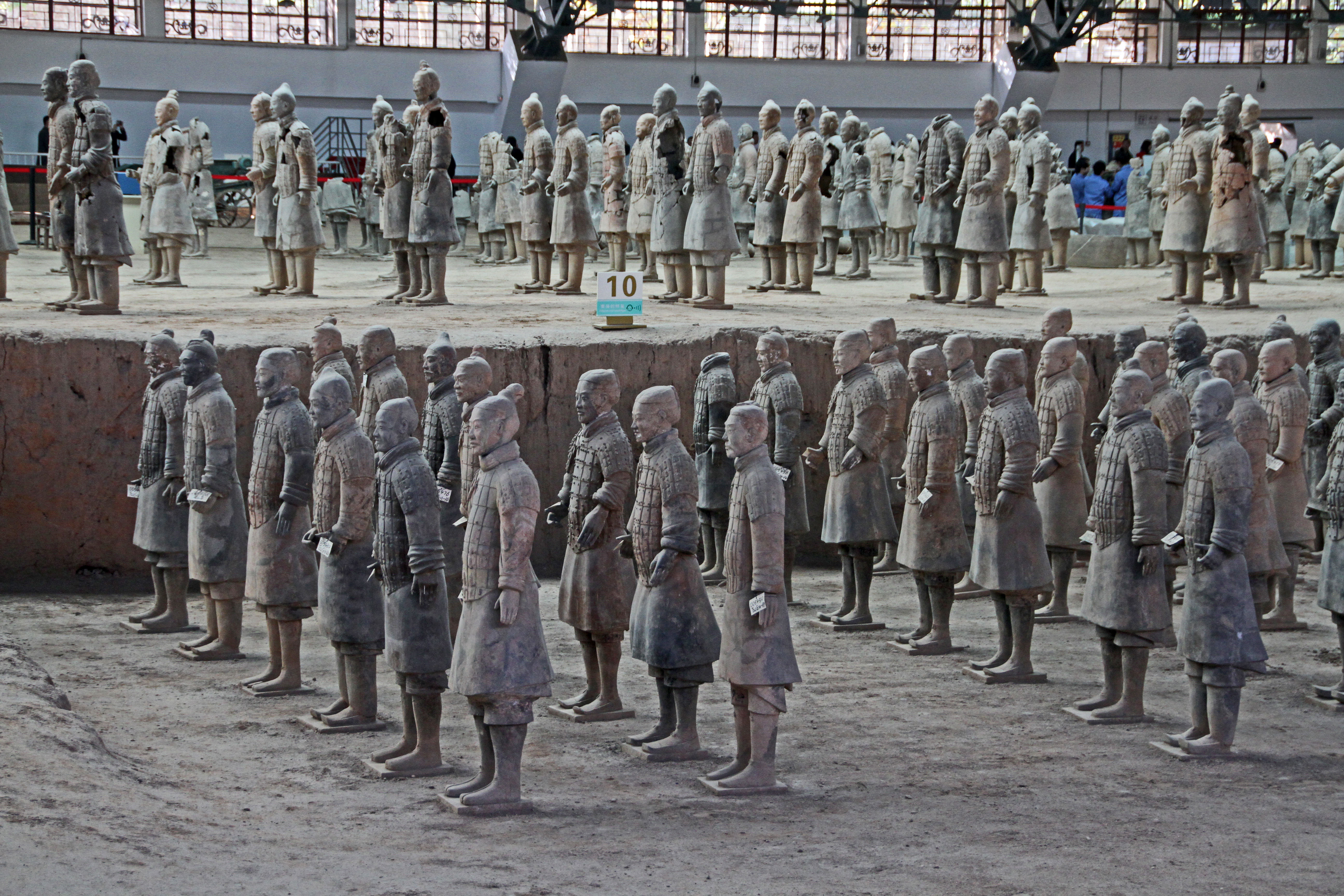
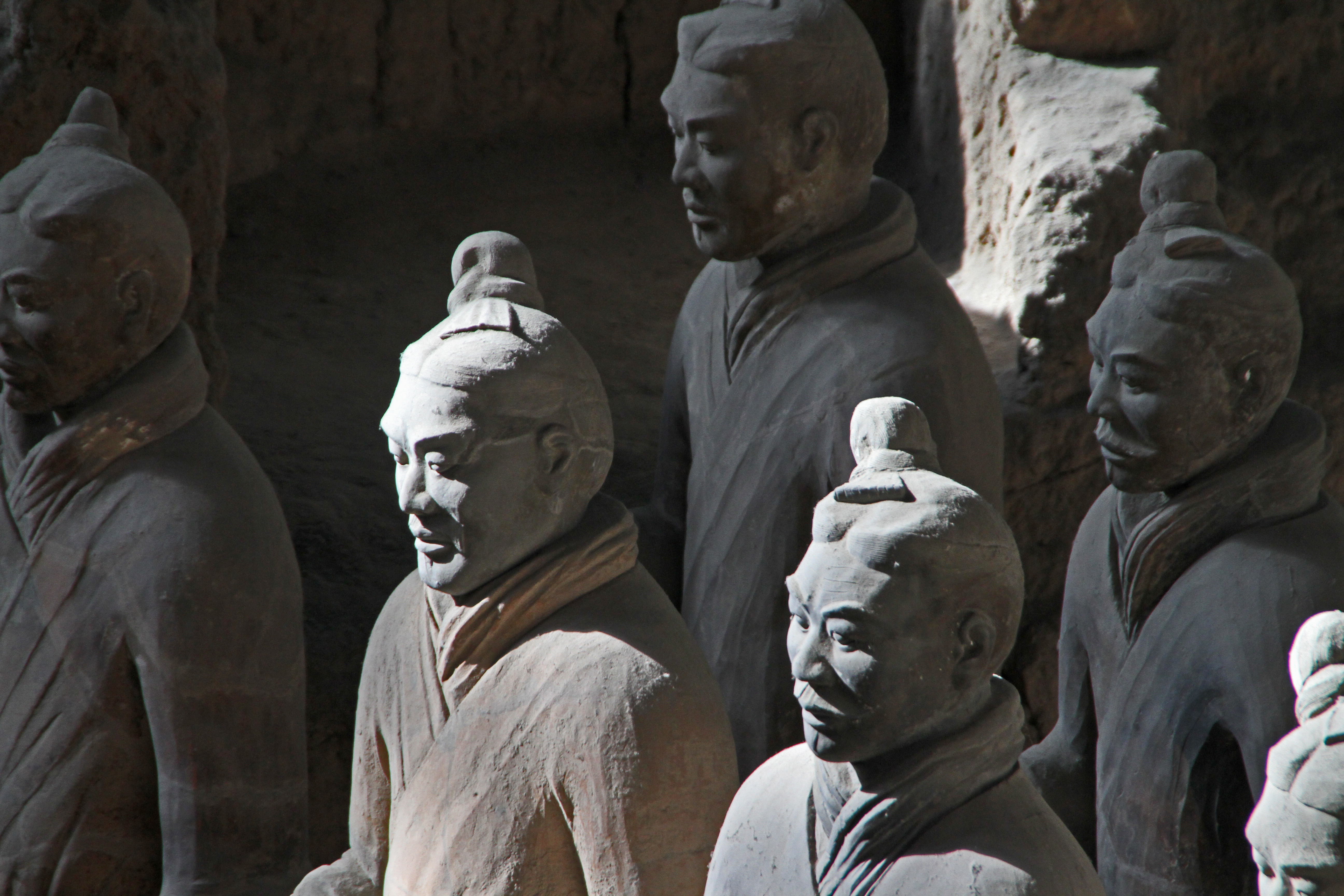
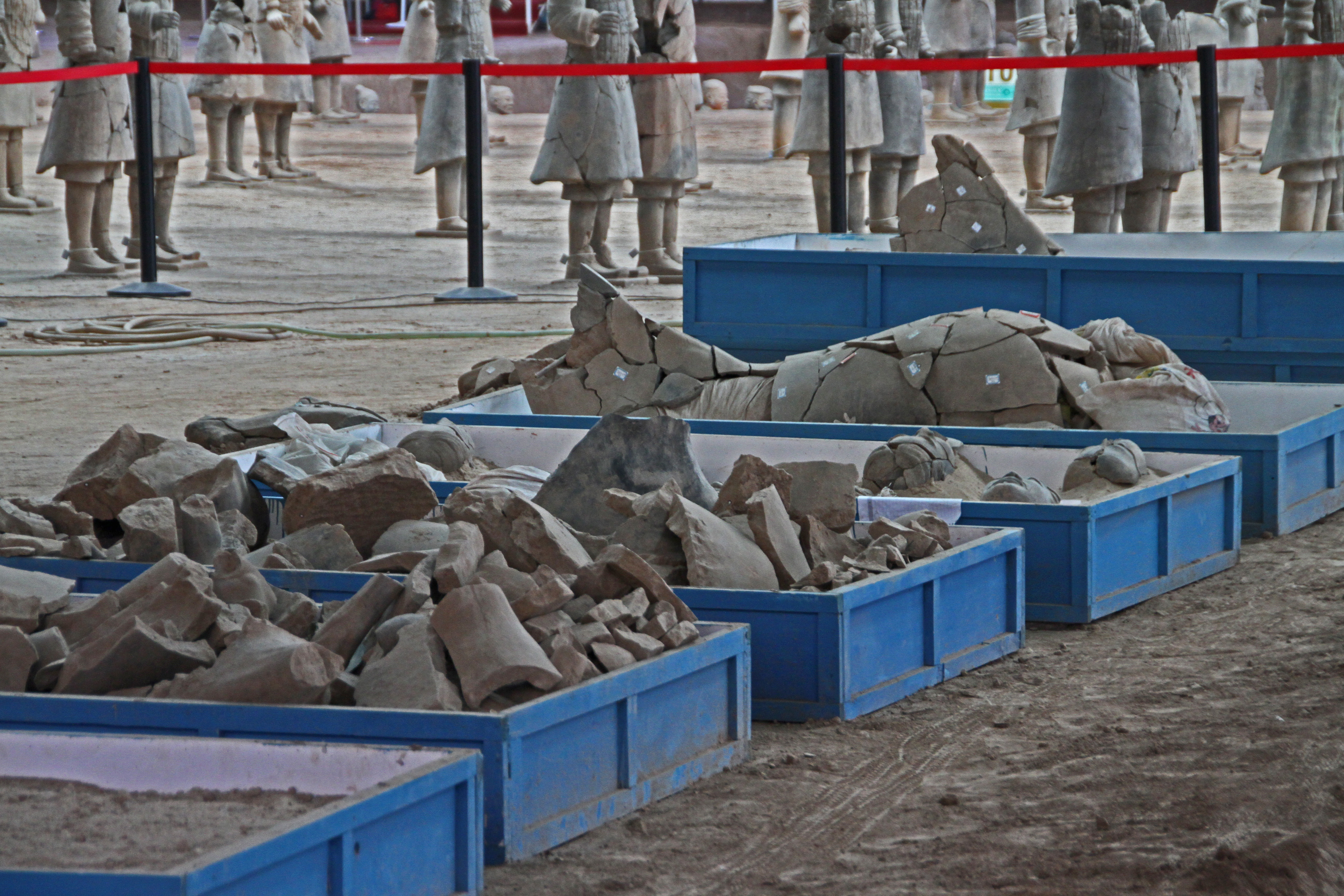
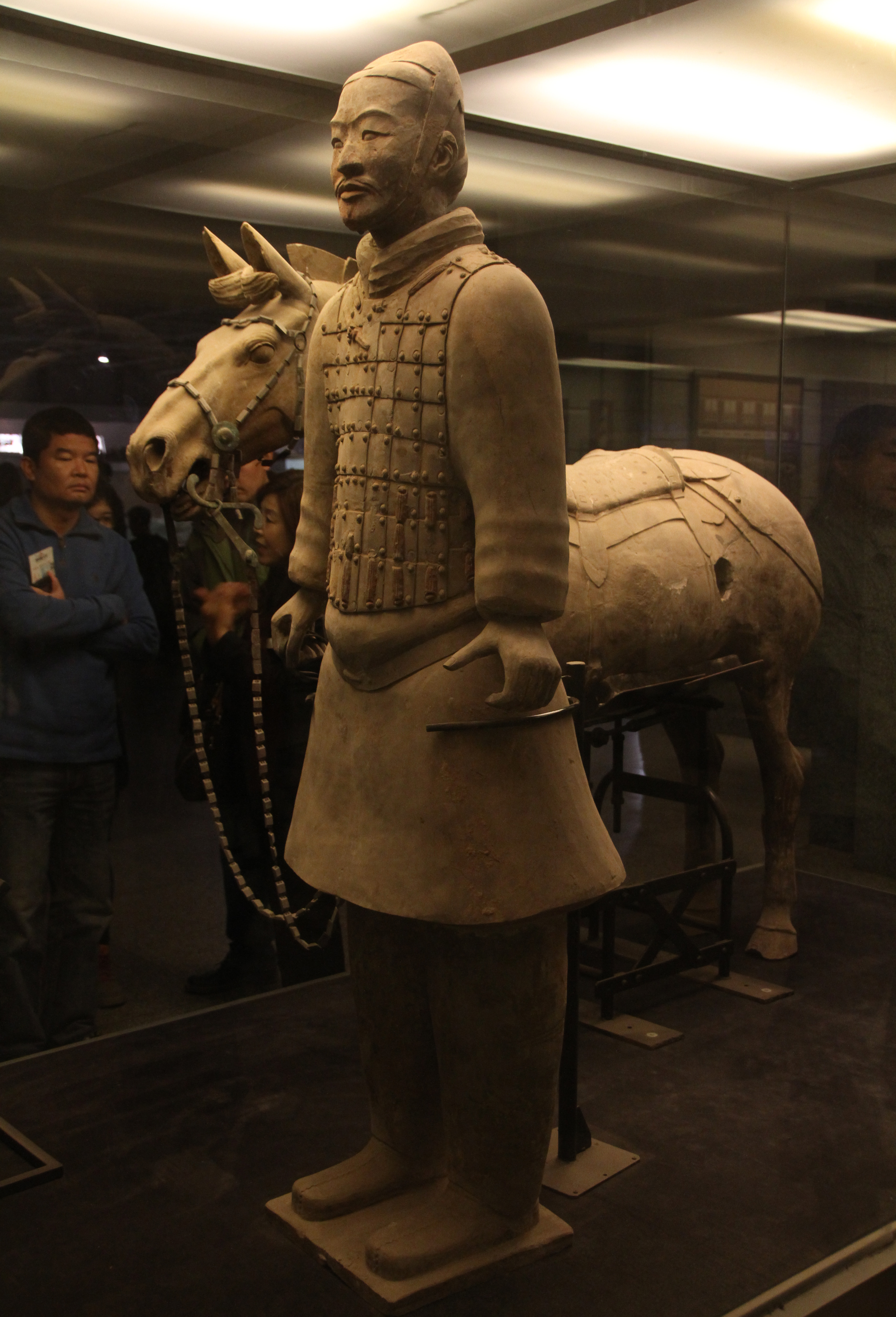
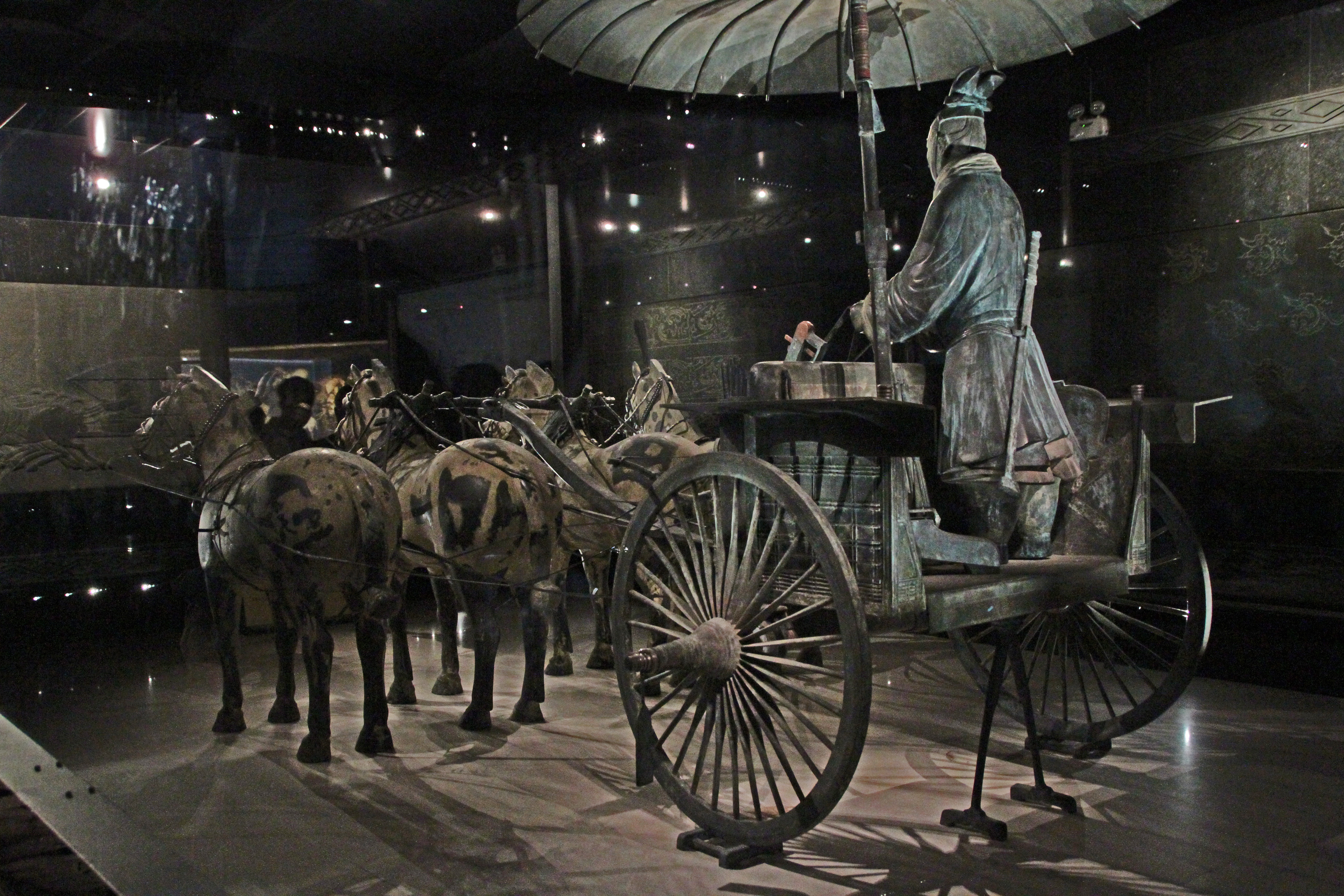